# Eerken
Eerken (Frans: Archennes) is een dorp in de Belgische provincie Waals-Brabant en een deelgemeente van Graven (Grez-Doiceau). Tot 1 januari 1977 was het een zelfstandige gemeente. Eerken ligt twee kilometer ten noordwesten van het centrum van Graven langs het riviertje de Train, ook de Dijle stroomt in de deelgemeente van Graven.

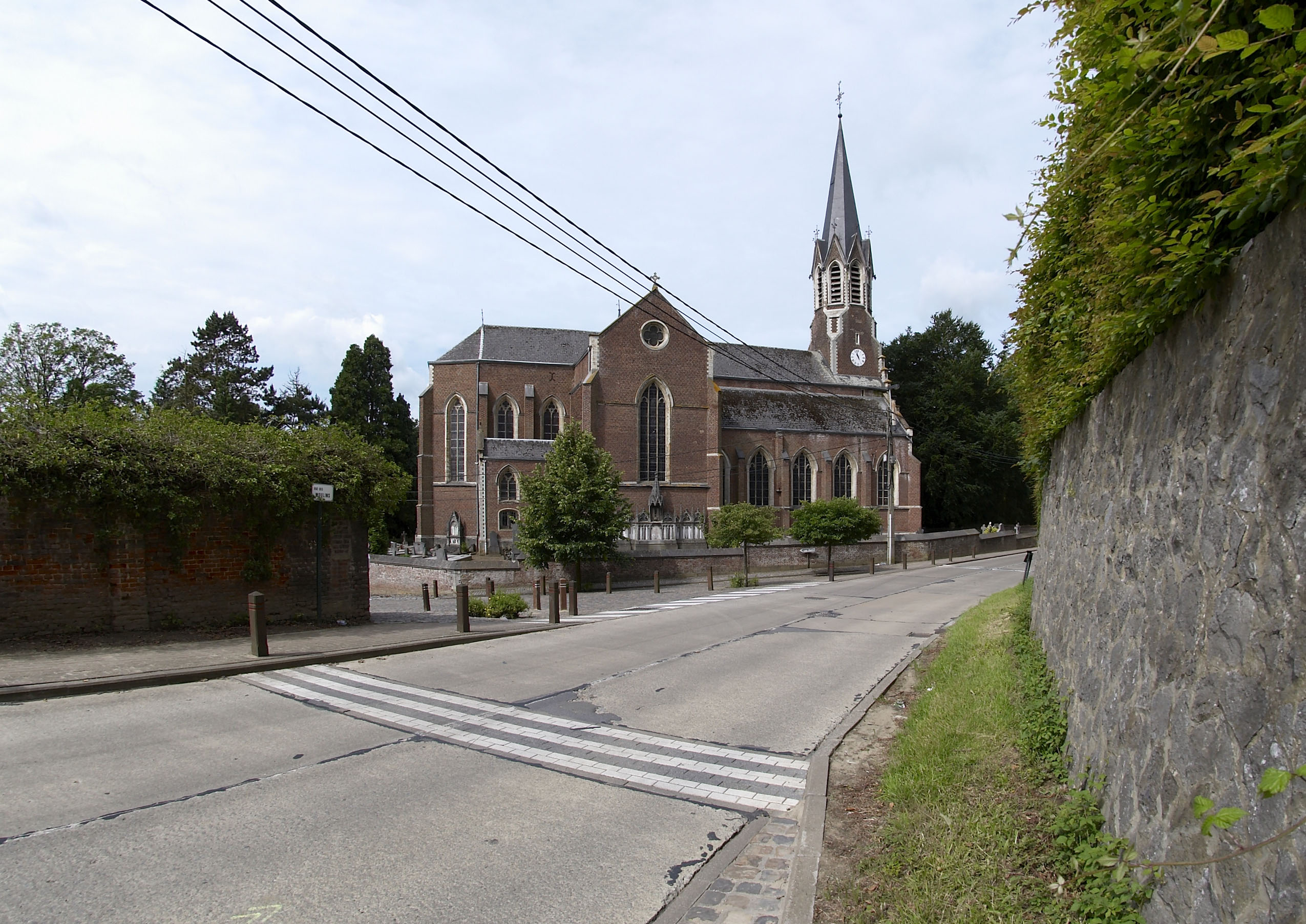
Centrum van Eerken

## Geschiedenis

### Naamgeving
In 1043 heette het Archenna, in 1225 was de naam Erkene, in 1290 was het Erchene en in 1442 Hierchine.
Naast deze namen zijn er nog andere zonder tijdsaanduiding; Erkenna, Archania, Erchen en Eechten. In 1706 was Alexander Della Faille, ridder, schout der stad Antwerpen en Markgraaf van het land van Rijen, heer van Archennes. (bron : notariaat van Antwerpen, inventarisnummer 1012, 1 maart 1706)

### Fusie
Bij de gemeentelijke fusies in 1977 werd Eerken een deelgemeente van Graven.

### Abdij van Park
In de parochie van de Abdij van Park schonk in 1257 de ridder Henri d'Archennes, in aalmoes, met toestemming van zijn erfgenamen en zijn broer Gauthier, de bescherming van de Sint-Petruskerk aan de Abdij van Park. Deze schenking werd in december 1257 goedgekeurd door Hendrik III van Gelre, bisschop van Luik.

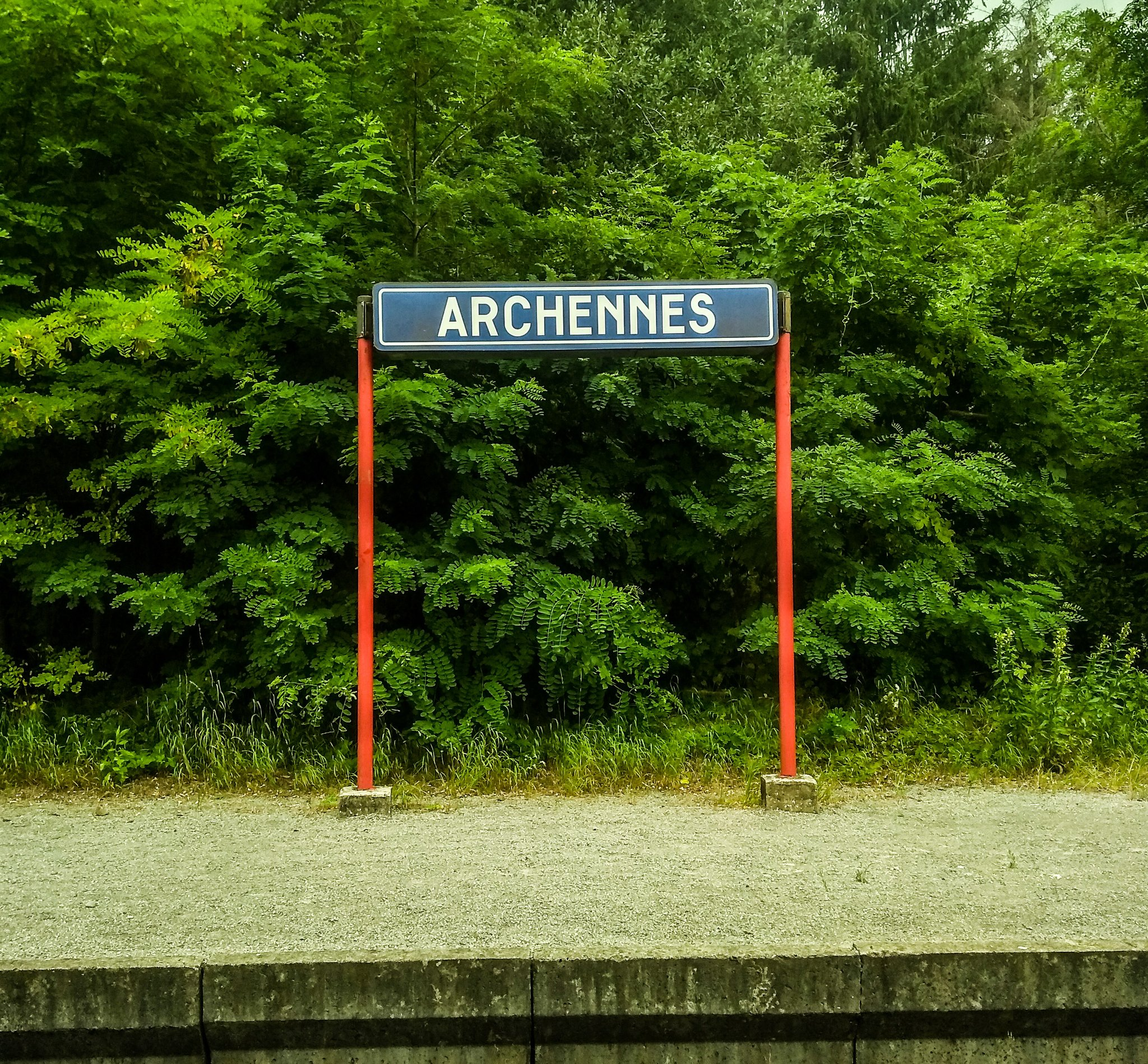
Een stationsbord in het Station van Eerken.

## Bezienswaardigheden
- De Moulin Wierinckx is een watermolen op de Dijlemet een gebouw van 1863.
- De Moulin du Pavé is een onderslagmolen op de Train, waarvan het metalen onderslagrad nog aanwezig is.
- Het Château d'Archennes is een adellijk slot dat al in de 15e eeuw bestond maar waarvan de huidige gebouwen uit de 2e helft van de 18e eeuw stammen. Het is gelegen in een Engels landschapspark van 25 ha.
- De Sint-Pieterskerk (Église Saint-Pierre) is een neogotisch kerkgebouw van 1863.
- De Abdij van Florival aan de Dijle, ten noordwesten van het dorp.

## Natuur en landschap
Archiennes ligt nabij de samenvloeiing van de Train en de Dijle. Naar het noorden toe is het bosrijk.  De hoogte aan de kerk bedraagt 46 meter.

## Demografische ontwikkeling
- Bronnen:NIS, Opm:1831 tot en met 1970=volkstellingen

## Sport

### Teams en stadions
Stade d'Archennes is een voetbal- en Americanfootballterrein.
Het Americanfootballteam The Fighting Turtles is een team uit Eerken, ze spelen hun thuiswedstrijden in het Stade d'Archennes.
Voetbalclub US Archennes-Pécrot speelt in de tweede provinciale van Brabant en speelt zijn wedstrijden in Pécrot. 
Eerken kent ook een tennisclub Tennis de Grez-Doiceau (de Franse naam van Graven).

### Trivia
Op 24 juni 2017 trouwden voetballer Yannick Carrasco (Rode Duivel) en ex-Miss België Noémie Happart in de Sint-Petruskerk van Eerken.

## Nabijgelegen kernen
Doiceau, Grez, Bossut, Pécrot
Deelgemeenten: Biez · Bossut-Gottechain · Eerken · Graven · Nethen

Overige dorpen en gehuchten: Bossut · Cocrou · Doiceau · Gastuche · Gottechain · Hèze · Pécrot

Belgische gemeenten · Arrondissement Nijvel · Waals-Brabant · Wallonië